# Eduardo Vischi
Eduardo Alejandro Vischi (Paso de los Libres, Corrientes; 3 de noviembre de 1970), conocido popularmente como «Peteco Vischi», es un abogado y político argentino perteneciente a la Unión Cívica Radical. Desde 2021 se desempeña como senador nacional por la Provincia de Corrientes, en donde preside el bloque radical.

## Biografía
Nació en la ciudad correntina de Paso de los Libres el 3 de noviembre de 1970. Cursó sus estudios primarios y secundarios en su ciudad natal y luego migró hacia la capital provincial donde cursó sus estudios universitarios. En el año 1995 egresó con el título de abogado de la Facultad de Derecho y Ciencias Sociales y Políticas, de la Universidad Nacional del Nordeste.

## Carrera política
Inició su carrera como subsecretario de Trabajo en la provincia de Corrientes en el año 2001, hasta el 2005. Durante el período 2002 a 2003 fue secretario del Consejo General del Trabajo. El 10 de diciembre de 2005 asumió como intendente de la ciudad de Paso de los Libres.
En 2009 fue reelecto con más del 70% de los votos. En 2013 fue elegido viceintendente por la ciudadanía de Paso de los Libres. En diciembre de 2014, Eduardo Vischi fue designado cargo del Ministerio de Coordinación y Planificación, tomando licencia temporal al cargo de viceintendente de Paso de los Libres.
En diciembre de 2017 Vischi asumió como Diputado Provincial.
En 2021 asume como senador encabezando la boleta de “ECO+Vamos Corrientes”, con casi el 60% de los sufragios. 
Actualmente, integra las siguientes comisiones de la Cámara Alta:
- de Asuntos Constitucionales, 
- de Justicia y Asuntos Penales,
- de Trabajo y Previsión Social, 
- de Industria y Comercio y 
- de Población y Desarrollo Humano.
Además, integra el Consejo de la Magistratura en representación del Senado de la Nación.
En diciembre de 2023 fue elegido por sus pares como presidente del Bloque de Senadores Nacionales de la Unión Cívica Radical.

## Proyectos destacados
Desde su rol como senador nacional por Corrientes, Vischi ha elevado varias iniciativas de relevancia para la provincia que representa y los correntinos:
- S2596/22: Proyecto de Ley que reestablece al Ministerio de Seguridad de la Nación como autoridad de aplicación del Servicio Nacional de Manejo del Fuego.
- S2737/21: Proyecto de Ley que declara Zona de Desastre y Emergencia forestoindustrial, financiera, económica, productiva, ambiental y social, como consecuencia de los incendios en la Provincia de Corrientes.
- S2343/22: Proyecto de Ley que crea el programa de Transición al Empleo Formal Norte Grande.
- S3246/22: Proyecto de Ley que crea el Consejo Económico, Social y de Desarrollo Sostenible
- S607/23: Proyecto de Ley que establece una cuota del 25% en el Sistema Federal de Vivienda para construcción con madera.
- S1403/23: Proyecto de Ley que crea la Comisión de Organización y Desarrollo Territorial.
- S1455/23: Proyecto de Ley sobre Erradicación de la Violencia en la Infancia y Adolescencia.
- S459/24: Proyecto de Ley de Reforma Laboral.
- S460/24: Proyecto de Ley que modifica el régimen legal de los Decretos presidenciales.
- S627/24: Proyecto de Ley de Ficha Limpia.
- S688/24: Proyecto de Ley sobre Fortalecimiento de la Justicia en Familia, Niñez y Capacidad de las personas.
- S1845/24: Proyecto de Ley de Educación Tecnológica Integral para la educación secundaria.
- S2238/24: Proyecto de Ley de Régimen de movilización de mercaderías mediante transporte intermodal.